# Anders Fridén

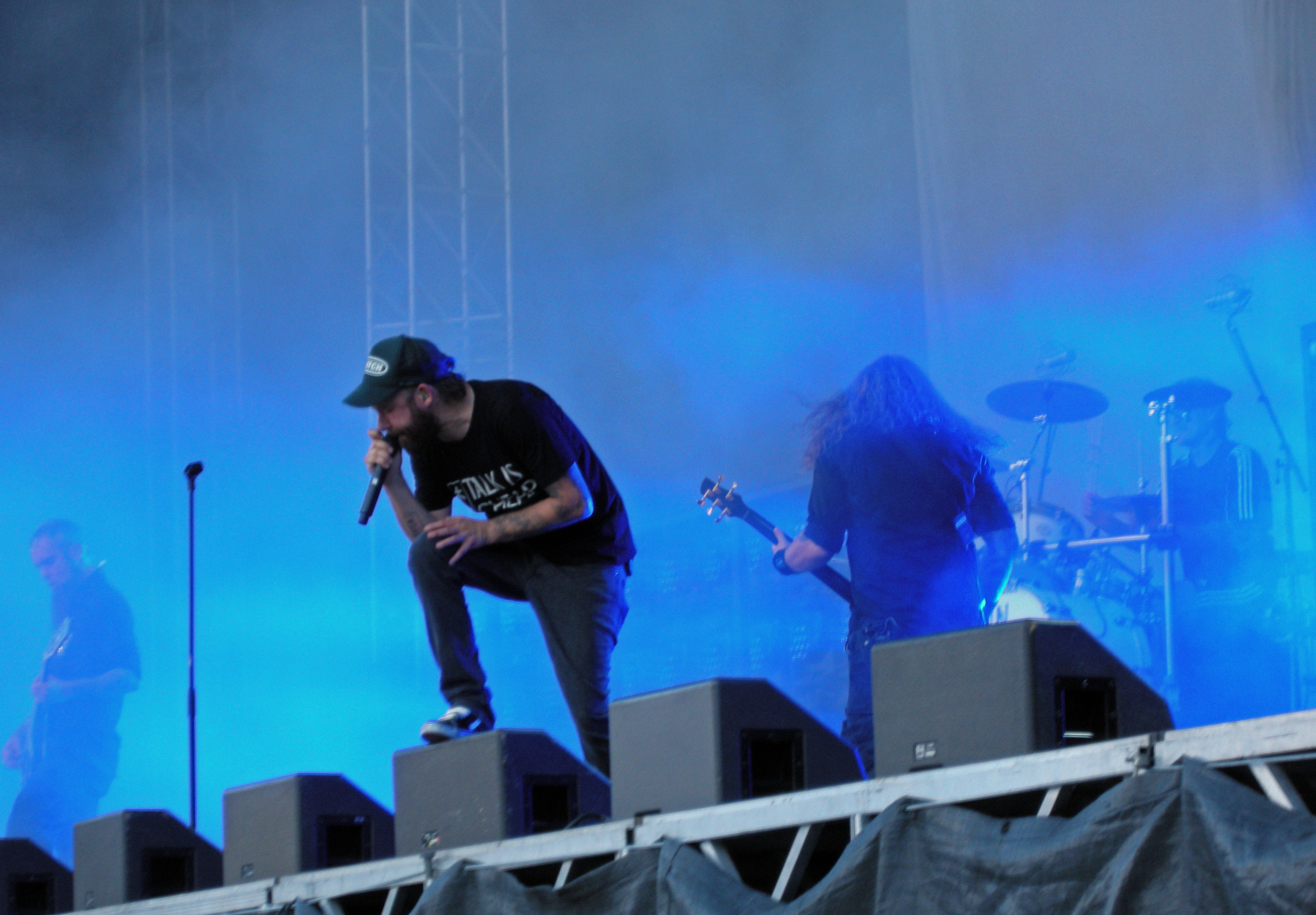
Fridén med In Flames på Sonisphere Stockholm 2011

Pär Anders Fridén, född 25 mars 1973 i Askim (Göteborg), är en svensk artist, sångare och musikproducent. Han startade karriären som sångare i Dark Tranquillity i 1989, och är sedan 1995 vokalist i metal-gruppen In Flames.

## Biografi

### Början av karriären
Tillsammans med Niklas Sundin, Mikael Stanne, Martin Henriksson och Anders Jivarp startade Anders Fridén 1989 det band som idag är Dark Tranquillity, då under namnet Septic Broiler. Under Fridéns tid släppte bandet en demo betitlad Enfeebled Earth, 1989, samt albumet Skydancer, 1993. Fridén lämnade bandet 1995. Han var också en period medlem i Ceremonial Oath, tillsammans med bland andra Anders Iwers (nu i Tiamat) och Jesper Strömblad, före detta medlem och en av grundarna av In Flames. Fridén sjöng fyra av sju låtar på bandets andra album, Carpet som gavs ut 1995.

### In Flames
Huvudartikel - In Flames
Anders Fridén blev medlem i In Flames 1995. Första In Flames-albumet med Fridén på sång är The Jester Race. På de tidiga plattorna skrev Fridén texterna tillsammans med Niklas Sundin (Dark Tranquillity). På albumet Colony skrev han själv texterna men fick hjälp av Sundin med översättning till engelska, men från och med Clayman-albumet står Fridén själv helt för texterna. Med In Flames har Fridén under åren släppt ett antal framgångsrika album och turnerat världen över, bland annat i Australien, Japan och USA. Under 2008 gav bandet ut sitt nionde studioalbum, A Sense of Purpose och 2011 släpptes Sounds of a Playground Fading.

### Sidoprojekt
Sidoprojektet Passenger består av Anders Fridén på sång, Niclas Engelin (Engel) på gitarr, Patrik J. Sten på trummor och Håkan Skoger på bas. Bandet gav ut sitt självbetitlade debutalbum 2003. 
Fridén är också musikproducent och har bland annat producerat ett par album med det tyska bandet Caliban, senast The Awakening 2007. Han äger en studio i Göteborg kallad Phlat Planet. Även industrial metal-bandet Engels debutalbum, Absolute Design som utgavs 2007 är producerat av Anders Fridén.
Anders äger även ett ölmärke vid namn Frequency.

## Diskografi

### Med Dark Tranquillity
- 1989 – Enfeebled Earth (demo)
- 1993 – Skydancer

### Med Ceremonial Oath
- 1995 – Carpet

### Med Passenger
- 2003 – Passenger
- 2003 – In Reverse (singel)

### Med In Flames
- 1995 – The Jester Race
- 1997 – Black-Ash Inheritance (EP)
- 1997 – Whoracle
- 1999 – Colony
- 2000 – Clayman
- 2001 – Tokyo Showdown (live)
- 2002 – Reroute To Remain
- 2003 – Trigger (EP)
- 2004 – Soundtrack To Your Escape
- 2005 – Used & Abused... In Live We Trust (live-DVD)
- 2006 – Come Clarity
- 2008 – The Mirror's Truth (singel)
- 2008 – A Sense of Purpose
- 2011 – Sounds of a Playground Fading
- 2014 – Siren Charms
- 2016 – Battles
- 2019 – I, the Mask
- 2023 – Foregone